# Musterovići
Musterovići este un sat din comuna Danilovgrad, Muntenegru. Conform datelor de la recensământul din 2003, localitatea are 35 de locuitori (la recensământul din 1991 erau 57 de locuitori).

## Demografie
În satul Musterovići locuiesc 28 de persoane adulte, iar vârsta medie a populației este de 49,4 de ani (45,1 la bărbați și 54,5 la femei). În localitate sunt 11 gospodării, iar numărul mediu de membri în gospodărie este de 3,18.
|  |

| Demografie | Demografie | Demografie |
| An         | Locuitori  | Locuitori  |
| ---------- | ---------- | ---------- |
|            |            |            |
|            |            |            |
|            |            |            |
|            |            |            |
| 1948       | 136        |            |
| 1953       | 157        |            |
| 1961       | 139        |            |
| 1971       | 106        |            |
| 1981       | 67         |            |
| 1991       | 57         | 57         |
| 2003       | 35         | 35         |

| \| Componența etnică conform recensământului din 2003[2] \| Componența etnică conform recensământului din 2003[2] \| Componența etnică conform recensământului din 2003[2] \| Componența etnică conform recensământului din 2003[2] \| Componența etnică conform recensământului din 2003[2] \| \| ----------------------------------------------------- \| ----------------------------------------------------- \| ----------------------------------------------------- \| ----------------------------------------------------- \| ----------------------------------------------------- \| \| \| \| \| \| \| \| Muntenegreni \| Muntenegreni \| \| 33 \| 94,28% \| \| Sârbi \| Sârbi \| \| 1 \| 2,85% \| \| necunoscută \| necunoscută \| \| 0 \| 0% \| |              |  |    |        |
| Componența etnică conform recensământului din 2003 |              |  |    |        |
| |              |  |    |        |
| Muntenegreni | Muntenegreni |  | 33 | 94,28% |
| Sârbi | Sârbi        |  | 1  | 2,85%  |
| necunoscută | necunoscută  |  | 0  | 0%     |